# Gold (Itzy-låt)
Gold är en låt framförd av den sydkoreanska tjejgruppen Itzy. Den gavs ut som huvudsingeln från deras nionde EP med samma namn den 15 oktober 2024.

## Bakgrund och utgivning
Den 9 juli 2024 bekräftade JYP Entertainment att Itzy skulle ge ut en ny skiva i oktober 2024. Den 13 september annonserade skivbolaget att de skulle ge ut gruppens nionde EP Gold den 15 oktober. Låtlistan och marknadsföringsschema publicerades också samma dag, med "Gold" och "Imaginary Friend" som skivans singlar. Den 7 oktober lanserades förhandsvisningen av "Gold" tillsammans med fem andra låtar från EP:n. Trailers till musikvideon för "Gold" lades ut den 9 och 11 oktober. Låten gavs ut tillsammans med en musikvideo och EP:n den 15 oktober. Senare gav Itzy även ut en engelsk version av låten samt "Imaginary Friend" den 25 oktober.

## Komposition
"Gold" producerades av Ryan S. Jhun tillsammans med Dem Jointz som bidrog med komposition och arrangemang, med Seon, Young och Eeeee delaktiga i kompositionen. Den har beskrivits som en "stark" poprocklåt karakteriserad av en elgitarrytm med en låttext om "de överväldigande känslorna och obekanta intrycken då världen helt förändras efter att man träffar någon".

## Listplaceringar
| Lista (2024)      | Högsta placering |
| ----------------- | ---------------- |
| Sydkorea (Circle) | 122              |